# Tyrell Malacia
Tyrell Malacia (Róterdam, 17 de agosto de 1999) es un futbolista neerlandés que juega en la demarcación de defensa para el Manchester United F. C. de la Premier League.

## Trayectoria
Empezó a formarse como futbolista desde los nueve años en la disciplina del PEC Zwolle. Estuvo ascendiendo de categorías hasta que en la temporada 2017-18 finalmente subió al primer equipo, haciendo su debut el 6 de diciembre de 2017 en un partido de la Liga de Campeones de la UEFA contra el S. S. C. Napoli, jugando los 90 minutos de partido.
Permaneció en Róterdam hasta el 5 de julio de 2022, momento en el que fue traspasado al Manchester United F. C. Con su nuevo equipo firmó un contrato de cuatro años con opción a un quinto. Al final de su primera campaña sufrió una lesión en la rodilla que no le permitió jugar ningún partido en la temporada 2023-24. Reapareció en la siguiente y disputó ocho encuentros antes de ser cedido en febrero de 2025 al PSV Eindhoven.

## Selección nacional
El 4 de septiembre de 2021 debutó con la selección de Países Bajos en un encuentro de clasificación para el Mundial 2022 ante Montenegro que los neerlandeses vencieron por cuatro a cero.
El 11 de noviembre de 2022 fue anunciado como parte de la lista de Louis van Gaal en la convocatoria de su selección para la Copa Mundial de Fútbol en Catar.[cita requerida]

### Participaciones en Copas del Mundo
| Mundial      | Sede  | Resultado        | Partidos | Goles |
| ------------ | ----- | ---------------- | -------- | ----- |
| Mundial 2022 | Catar | Cuartos de final | 0        | 0     |

## Estadísticas

### Clubes
Actualizado al último partido disputado el 14 de mayo de 2025.
| Club                               | Div.          | Temporada     | Liga  | Liga  | Copas nacionales | Copas nacionales | Copas internacionales | Copas internacionales | Total | Total |
| Club                               | Div.          | Temporada     | Part. | Goles | Part.            | Goles            | Part.                 | Goles                 | Part. | Goles |
| ---------------------------------- | ------------- | ------------- | ----- | ----- | ---------------- | ---------------- | --------------------- | --------------------- | ----- | ----- |
| Feyenoord · Países Bajos           | 1.ª           | 2017-18       | 11    | 0     | 2                | 0                | 1                     | 0                     | 14    | 0     |
| Feyenoord · Países Bajos           | 1.ª           | 2018-19       | 17    | 3     | 1                | 0                | 1                     | 0                     | 19    | 3     |
| Feyenoord · Países Bajos           | 1.ª           | 2019-20       | 12    | 0     | 4                | 0                | 5                     | 0                     | 21    | 0     |
| Feyenoord · Países Bajos           | 1.ª           | 2020-21       | 28    | 0     | 2                | 0                | 3                     | 0                     | 33    | 0     |
| Feyenoord · Países Bajos           | 1.ª           | 2021-22       | 32    | 1     | 1                | 0                | 17                    | 0                     | 50    | 1     |
| Feyenoord · Países Bajos           | Total club    | Total club    | 100   | 4     | 10               | 0                | 27                    | 0                     | 137   | 4     |
| Manchester United F. C. Inglaterra | 1.ª           | 2022-23       | 22    | 0     | 8                | 0                | 9                     | 0                     | 39    | 0     |
| Manchester United F. C. Inglaterra | 1.ª           | 2023-24       | 0     | 0     | 0                | 0                | 0                     | 0                     | 0     | 0     |
| Manchester United F. C. Inglaterra | 1.ª           | 2024-25       | 3     | 0     | 1                | 0                | 4                     | 0                     | 8     | 0     |
| Manchester United F. C. Inglaterra | Total club    | Total club    | 25    | 0     | 9                | 0                | 13                    | 0                     | 47    | 0     |
| PSV Eindhoven · Países Bajos       | 1.ª           | 2024-25       | 8     | 0     | 1                | 0                | 3                     | 0                     | 12    | 0     |
| PSV Eindhoven · Países Bajos       | Total club    | Total club    | 8     | 0     | 1                | 0                | 3                     | 0                     | 12    | 0     |
| Total carrera                      | Total carrera | Total carrera | 133   | 4     | 20               | 0                | 43                    | 0                     | 196   | 4     |

## Palmarés

### Títulos nacionales
| Título                        | Club                    | País         | Año  |
| ----------------------------- | ----------------------- | ------------ | ---- |
| Copa de los Países Bajos      | Feyenoord               | Países Bajos | 2018 |
| Supercopa de los Países Bajos | Feyenoord               | Países Bajos | 2018 |
| Copa de la Liga               | Manchester United F. C. | Inglaterra   | 2023 |
| FA Cup                        | Manchester United F. C. | Inglaterra   | 2024 |
| Eredivisie                    | PSV Eindhoven           | Países Bajos | 2025 |